# O (parowóz)
O – oznaczenie serii rosyjskich parowozów towarowych o układzie osi D (0-4-0), budowanych masowo w kilku wariantach przez liczne fabryki w latach 1890−1907, a w mniejszych seriach do 1928. Był to podstawowy typ rosyjskich parowozów towarowych na początku XX wieku i pierwszy typ rosyjskich znormalizowanych parowozów towarowych, zbudowany łącznie w liczbie 9129 sztuk. Oznaczenie O od ros. osnownoj („podstawowy”) nadano im dopiero od 1912 roku, wcześniej lokomotywy te nosiły różne oznaczenia na poszczególnych kolejach. Najliczniejszymi wariantami były OW i OD, używane również w Polsce jako serie Tp104 i Tp102. Seria OW znana była w Rosji popularnie jako owieczka.

## Historia

### Prekursorzy serii O
W Rosji parowozy towarowe w układzie osi D (z czterema osiami wiązanymi) rozpoczęto budować od 1858 – wcześniej, niż w większości krajów europejskich. Według ujednoliconego systemu oznaczeń lokomotyw rosyjskich, od 1912 wczesne parowozy takiego rodzaju otrzymywały nowe oznaczenia serii Cz (ros. Ч), będące skrótem od liczby osi wiązanych (ros. czetyrie), z różnymi dodatkowymi literami w indeksie górnym lub dolnym, oznaczającymi konkretne serie.
Bezpośrednim przodkiem parowozów serii O był czteroosiowy parowóz typ 31 Zakładów Kołomieńskich w Kołomnie, z bliźniaczą dwucylindrową maszyną parową, produkowany w latach 1883−1891 w liczbie 499 sztuk. Stanowił on ulepszenie parowozu typ 24, wzorowanego na niemieckiej konstrukcji firmy Kessler z Esslingen (używanej od 1877 na Kolei Nikołajewskiej w Rosji jako seria Ł). Parowozy typu 31 były pierwszą szerzej rozprzestrzenioną serią rosyjskich lokomotyw o układzie osi D, produkowaną dla kolei zarówno państwowych, jak i prywatnych jako lokomotywy „rządowej rezerwy” (prawitielstwiennogo zapasa – mogące służyć do transportu wojskowego). Według systemu wprowadzonego w 1912 oznaczono je jako CzK (ros. ЧК), gdzie K oznaczało producenta (Kołomna).
W 1889 roku Kolej Władykaukaska zamówiła w Kołomnie skonstruowanie nowego czteroosiowego parowozu z dwucylindrowym silnikiem sprzężonym (compound). Projekt wstępny sporządził inżynier służby ruchu Kolei Władykaukaskiej, Polak Wacław Łopuszyński, a rysunki robocze opracowali konstruktorzy w Kołomnie. Za wzór dla nowego parowozu (fabryczny typ 39) został wzięty typ 31, z którego bez większych zmian zaadaptowano kocioł parowy, podwyższając jednak ciśnienie robocze z 9 do 11 kg/cm². Pewne zmiany wprowadzono w podwoziu, zachowując średnicę kół 1200 mm. Silnik sprzężony miał średnice cylindrów 500 i 710 mm. Oprócz tego, zamiast mechanizmu parorozdzielczego (rozrządu) Allana zastosowano łatwiejszy w obsłudze i remontach rozrząd Joya.

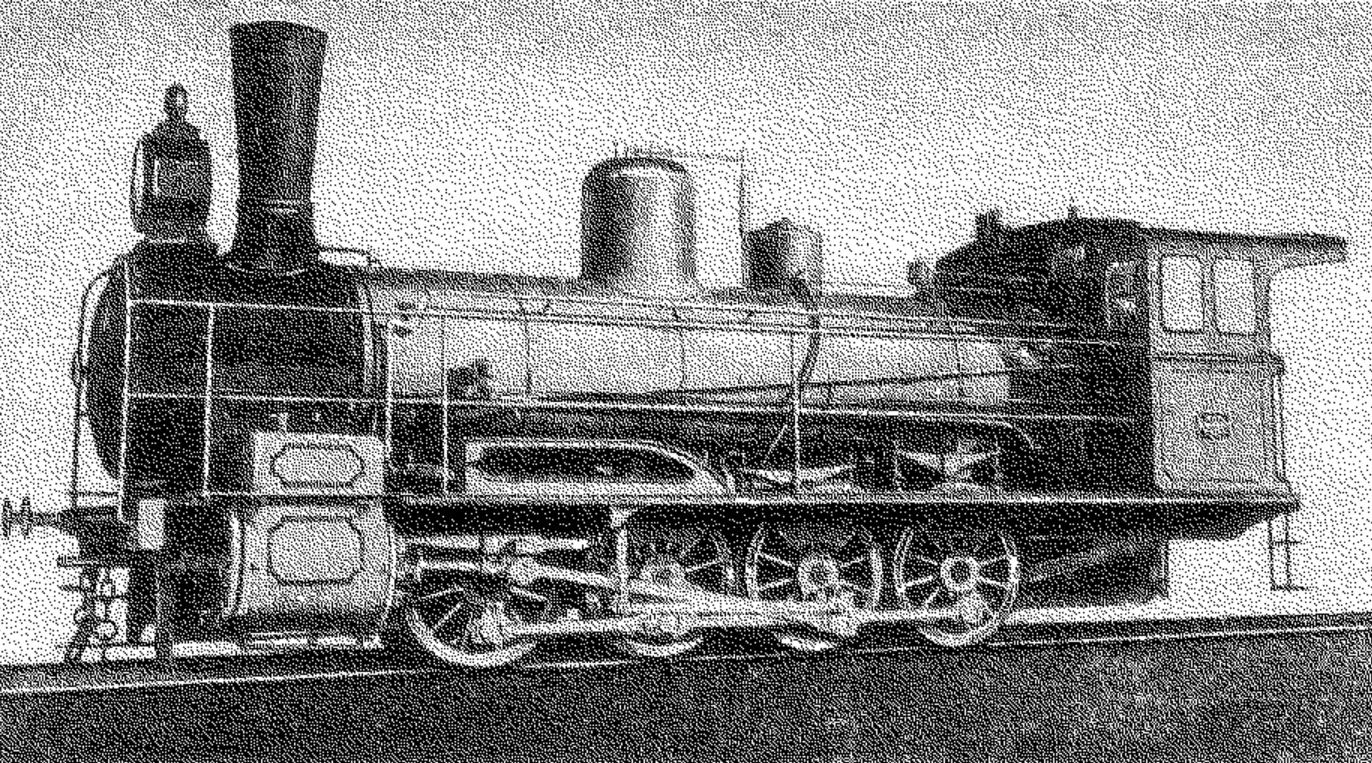
Parowóz typu 39 Zakładów Kołomienskich (Cz^{K} / O^{d}_{K})

W 1890 zbudowano dla Kolei Władykaukaskiej 10 parowozów typu 39, po czym w latach 1891−1892 zbudowano dalsze 40 parowozów nieco ulepszonego typu 40 (m.in. powierzchnia ogrzewalna kotła zmniejszona ze 174,60 do 154 m² z powodu skrócenia płomieniówek i zmniejszenia ich liczby, zmieniona konstrukcja budki i zmniejszona masa z 52,5 do 50 t oraz maksymalne obciążenie osi z 13,5 t do 12,5 t). Parowozy obu typów miały czteroosiowe tendry z zapasem wody 19,3 m³. Parowozy typów 39 i 40 otrzymały na Kolei Władykaukaskiej lokalne oznaczenie serii K, a od 1912 roku − standardowe CzK, lecz przy przechodzeniu na inne koleje otrzymywały następnie oznaczenie OdK (ros. ОдК). 28 zmodyfikowanych parowozów typu 40 zostało także zbudowanych dla kolei Moskiewsko-Niżegorodskiej, gdzie nadano im oznaczenia Je1 do Je28 (ros. Е1 − Е28). Od 1912 zaliczono je do serii Od (ros. Од, numery 200−227), tak jak model opisany niżej, mimo większej średnicy kół.

### Seria Od
W 1892 zakłady w Kołomnie opracowały ulepszony parowóz typ 50, ze średnicą kół zmniejszoną do 1150 mm i trzyosiowym tendrem (zapas wody 14 m³). Określany był także jako parowóz „normalizowanego typu 1892 roku”. W tym roku dla Kolei Władykaukaskiej zbudowano 20 takich parowozów (oznaczonych tam jako typ Ł), następnie 31 lokomotyw zbudowano także dla Kolei Kursko-Charkowsko-Azowskiej (używanych tam jako typ T).
Praca tych ostatnich lokomotyw była wnikliwie nadzorowana przez rosyjskie Ministerstwo Transportu, na skutek czego ministerstwo poleciło zakładom w Kołomnie zwiększyć średnicę większego cylindra z 710 do 730 mm, zamienić typ inżektorów i ramę tendra. Po zmianach, zmodyfikowany parowóz typu 50 został zaakceptowany przez rząd rosyjski jako typowy dla państwowych kolei, pod oznaczeniem "parowóz normalnego typu 1893 roku". Na poszczególnych kolejach lokomotywy te były oznaczane w różny sposób, lecz od 1912 oznaczono wszystkie jako seria Od (ros. Од) – „O” od osnownoj („podstawowy”), a małe „d” od rozrządu Joya (ros. Dżoja) i zmniejszonej średnicy kół (1150 mm).
Od 1893 ruszyła masowa produkcja parowozów "typu 1893 roku" w kilku zakładach rosyjskich, a także zagranicznych. Głównym producentem były Zakłady Briańskie w Briańsku (384 sztuki, rozróżniane umownie na typy 2, 3, 5 i 6). Produkowano je ponadto w Kołomnie (289 sztuk), Petersburgu -  Zakładach Putiłowskich (243 sztuki) i Zakładach Newskich (229 sztuk) i w Wotkińsku (65 sztuk). Niemiecki Schwarzkopf zbudował 123 sztuki, trzy inne fabryki niemieckie i austriackie łącznie 40 sztuk. Ogółem do 1899 zbudowano ich 1373 sztuki (szczegóły w tabeli 1 na dole).
Parowozy budowane po 1895 miały zmniejszoną powierzchnię ogrzewalną kotła ze 167,5 m² (210 płomieniówek) do 152,6 m² (190 płomieniówek).

### Seria  OD

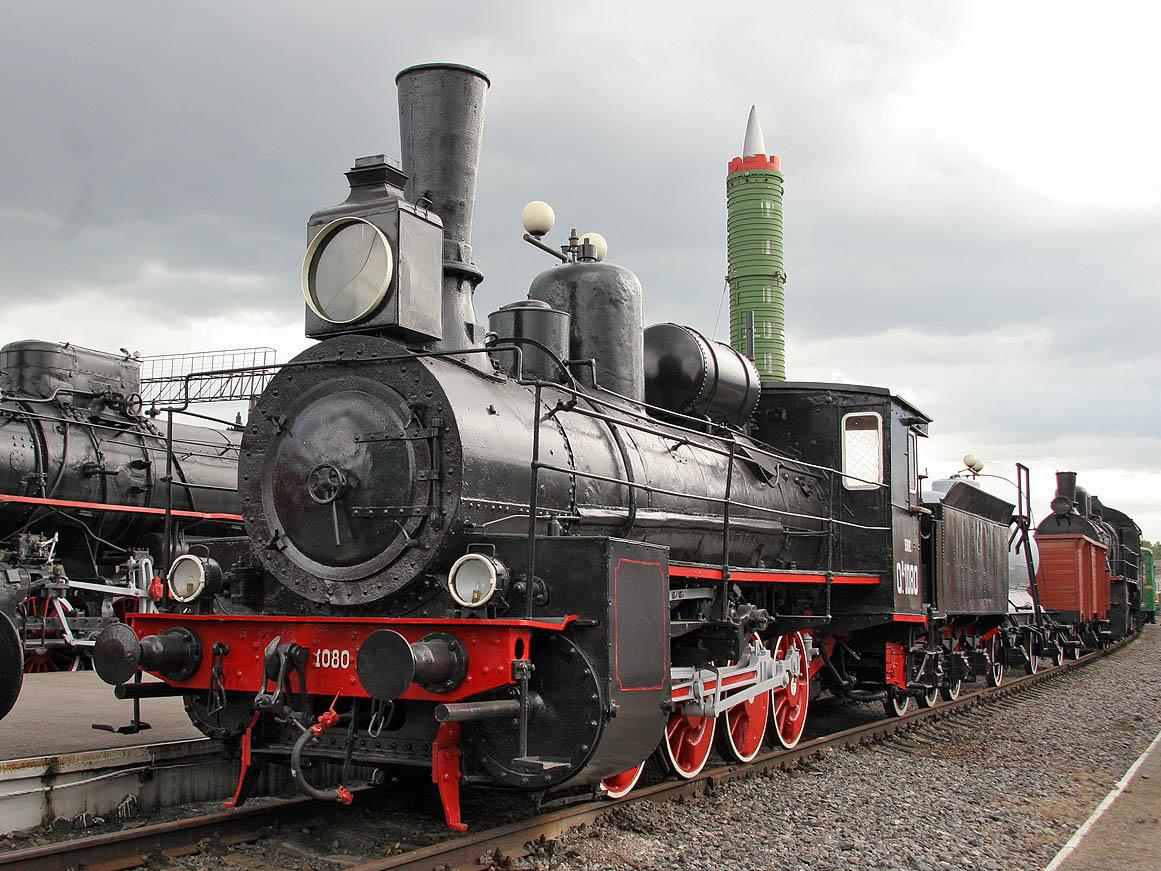
Parowóz O^{D}-1080 w muzeum w Petersburgu

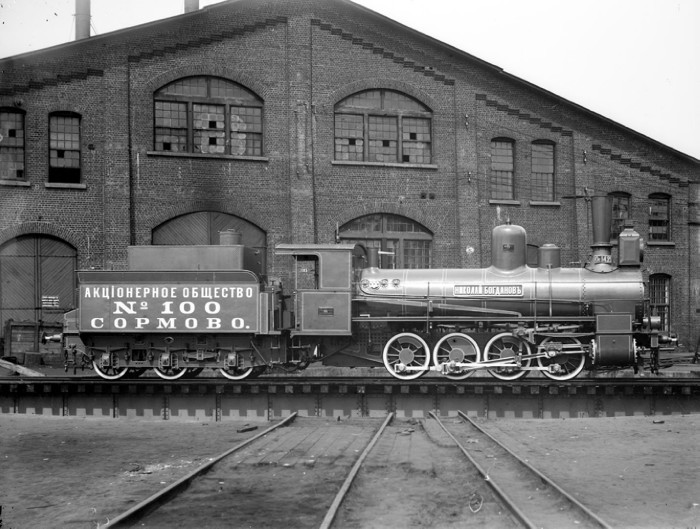
Setny parowóz O^{D} produkcji Sormowa

Ponieważ w służbie parowozy „typu 1893 roku” okazały się mniej ekonomiczne od poprzedników serii Cz z silnikiem bliźniaczym, przy porównywalnej sile pociągowej, problem ulepszenia lokomotywy poruszono podczas XVII zjazdu inżynierów służby ruchu w 1896. Efektem były propozycje 99 poprawek, w tym zwiększenia średnicy kół z 1150 mm do poprzedniej wartości 1200 mm i zwiększenia ciśnienia pary z 11 do 11,5 kg/cm². Modyfikację lokomotywy opracowały Zakłady Kołomieńskie, czego efektem było powstanie lokomotywy „normalizowanego typu 1897 roku”, od 1912 oznaczonej jako seria OD (ros. ОД), gdzie duża litera D oznaczała rozrząd Joya.
Parowozy „typu 1897” roku produkowano w latach 1897−1903 przez wszystkich rosyjskich producentów − osiem zakładów. Były one pierwszym modelem parowozu produkowanym w Charkowie, Ługańsku i Niżnym Nowogrodzie (zakład Sormowo). Łącznie zbudowano ich 3172, najwięcej w Charkowie (733) i Briańsku (514 – typy 8, 9 i 19).

### Próby ulepszania konstrukcji
Pomimo ulepszeń, parowozy OD nadal były mniej ekonomiczne od starszych typów z czterema osiami wiązanymi. Niecałe 200 parowozów serii Od i OD zostało przebudowanych na serię OŁ (ros. ОЛ), z zastosowaniem rozrządu Joya ulepszonego przez inż. Łomonosowa. Nie przyniosło to jednak znaczącej poprawy.
Wobec wątpliwości co do efektywności silników sprzężonych, nieliczne parowozy były przerabiane doświadczalnie na bliźniacze silniki parowe, ale nie prowadziło to do poprawy ich ekonomiczności. Dwie takie lokomotywy zostały później oznaczone jako seria Oo.
W 1899 Zakłady Kołomieńskie zbudowały dla Kolei Południowo-Zachodnich dwa parowozy typu 66, oznaczone na kolei: Ks300 i  Ks301. Odróżniały się one od poprzednich typów elementami konstrukcji, m.in. wyżej podniesionym kotłem (oś kotła na wysokości 2500 mm zamiast 2090 mm), mniejszą powierzchnią ogrzewalną 144,4 m² i cylindrami o większej średnicy (510 i 740 mm). Nowością było zastosowanie rozrządu Walschaertsa, zmodyfikowanego przez Zakłady Kołomieńskie. Seria ta nie była udana z powodu małej wydajności kotła i nie produkowano jej w większej liczbie. Od 1912 dwie zbudowane lokomotywy otrzymały oznaczenia OK 7579 – 7580.

### Podstawowa seria – Ow

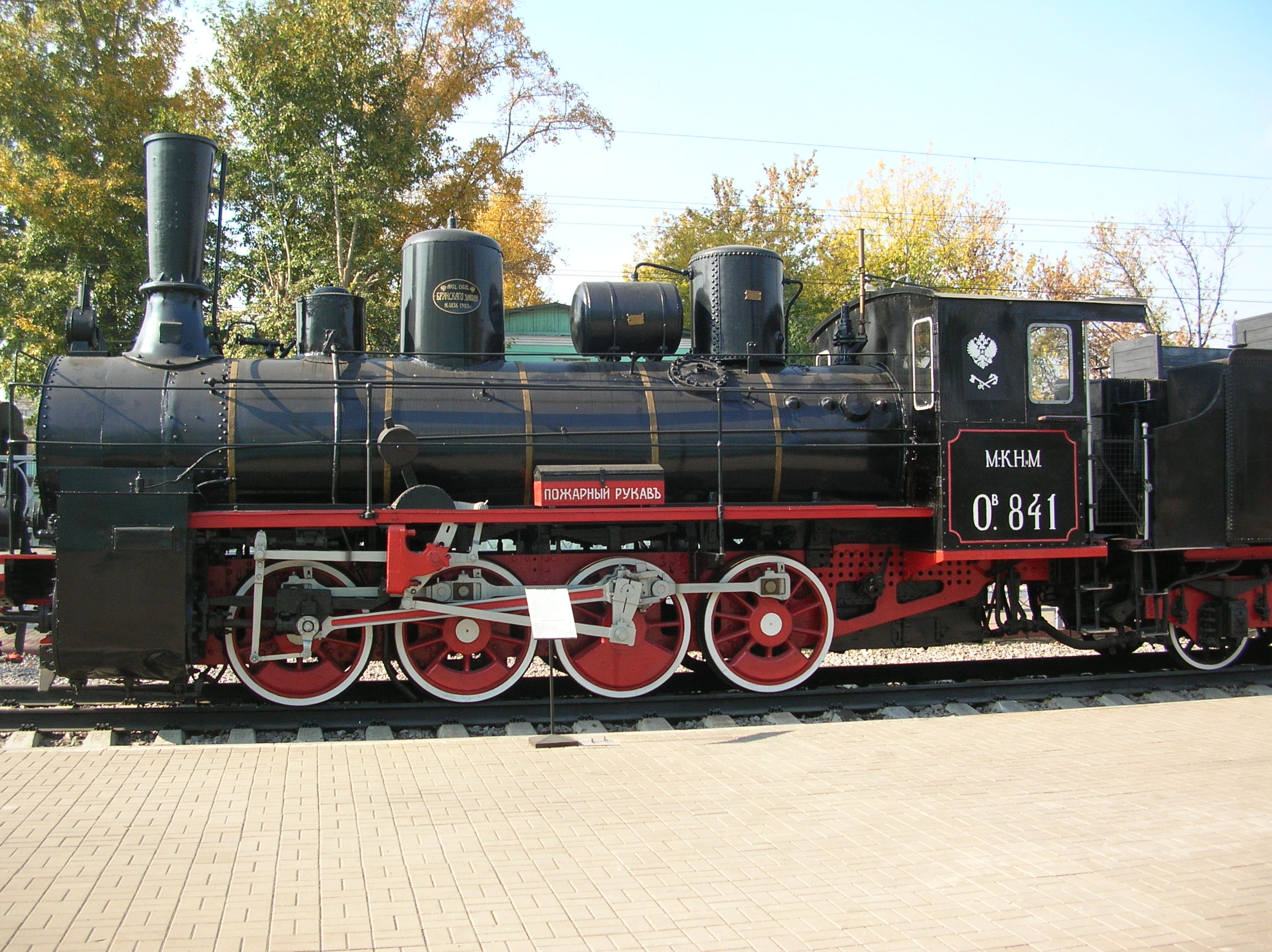
Parowóz O^{w} w muzeum w Moskwie

W 1901 kwestią ulepszenia parowozu ponownie zajął się XXIII zjazd inżynierów służby ruchu, który zarekomendował poprawki, w tym zastosowanie rozrządu Walschaertsa i innych zaworów bezpieczeństwa. Wprowadzono także obok trzyosiowych większe czteroosiowe tendry zakładów w Charkowie o pojemności skrzyni wodnej 25 m³. Rezultatem był parowóz „normalizowanego typu 1901 roku”, zastąpiony od 1905 roku przez parowóz „normalizowanego typu 1904 roku” z ciśnieniem pary zwiększonym do 12 kg/cm². Oprócz tych ulepszeń, od 1901 na prawie wszystkich parowozach montowano hamulec pneumatyczny Westinghouse'a. Po 1908 roku stosowano głównie czteroosiowe tendry Zakładów Putiłowskich o pojemności 23 m³ wody.
Oba typy parowozów otrzymały w 1912 oznaczenie serii OW (ros. ОВ) – W od rozrządu Walschaertsa. Potocznie znane były jako „owieczka” (ros. овечка). Obok tej serii, w małych seriach produkowane były parowozy z rozrządem Walschaertsa zmodyfikowanym przez Zakłady Kołomieńskie (jak w lokomotywach typu 66), oznaczone jako seria OK (K od Kołomny).
Parowozy serii OW budowane były masowo w ośmiu rosyjskich zakładach od 1901 do 1907. W Kołomnie nosiły oznaczenia fabryczne typ 88 i 89, w Briańsku: typ 23, 24, 25, 27, 30, 31, 32 (oznaczenia umowne). Z powodu zastąpienia w masowej produkcji przez kolejny typ parowozów znormalizowanych Szcz, od 1908 do 1915 produkowano serię O jeszcze w niewielkiej liczbie, dla drugorzędnych linii i przemysłu (tylko 190 lokomotyw w tym okresie). Zbudowano ogółem 4093 parowozy serii OW i 265 OK, łącznie 4368 – z tego ok. 2248 typu 1901 roku i ok. 2120 typu 1904 roku.
Produkcję serii OW wznowiono na małą skalę po I wojnie światowej w ZSRR, podczas odbudowy gospodarki kraju. W latach 1925−1928 zakłady w Ługańsku zbudowały ich 72 sztuki, głównie dla przemysłu (numery 8001−8072). Łącznie wyprodukowano 9129 parowozów podtypów serii O, począwszy od parowozów typów 39 i 40.
16 kwietnia 1912 wprowadzono nowy jednolity system nazewnictwa i numeracji parowozów rosyjskich kolei państwowych i prywatnych, opracowany przez Jurija Łomonosowa. Wcześniej parowozy serii O były rozmaicie oznaczane na poszczególnych kolejach, różnymi literami alfabetu i ich kombinacjami. Rozpoczęto wówczas także proces przenumerowania lokomotyw, nie zakończony w pełni aż do rewolucji w 1917, po której praktycznie zaprzestano dalszych prac nad przenumerowaniem. Parowozy serii Od otrzymały numery od 1 do 851, OD − od 852 do 3507, OŁ − od 3508 do 3701, OW − od 3702 do 7315, OK − od 7316 do 7580, OP − od 7581 do 7593 (tylko nowo zbudowane), Oo − 7594 i 7595.

### Parowozy z przegrzewaczem – OP, OCz
W 1907 Zakłady Putiłowskie zbudowały eksperymentalnie dla Kolei Nikołajewskiej 5 parowozów z przegrzewaczem pary Schmidta i 5 z przegrzewaczem w dymnicy, a w 1908 Zakłady Sormowskie 3 parowozy z przegrzewaczem Notkina. Początkowo oznaczone były na kolei jako serie Op i Os, a od 1912 zaliczono je do serii OP. W 1916 testowano na jednej lokomotywie komorowy przegrzewacz projektu Polaka Mieczysława Pokrzywnickiego, umieszczony nad kotłem.
Najlepszy w eksploatacji okazał się przegrzewacz Schmidta, więc od 1915 parowozy serii OW były przebudowywane na serię OP (ros. ОП), z takim przegrzewaczem (P od paropieriegriewatiel – przegrzewacz). Przy tym, silniki sprzężone zamieniano na proste silniki bliźniacze, o średnicy cylindrów 540 mm. Powierzchnia ogrzewalna kotła wynosiła 132,5 m², powierzchnia przegrzewacza 27 m², a ciśnienie pary w kotle − 12 kg/cm². Od 1933 przebudowywane parowozy miały silnik bliźniaczy o średnicy cylindrów 500 mm (z zachowaniem dotychczasowego prawego cylindra), powierzchnię ogrzewalną kotła 126,9 m², powierzchnię przegrzewacza 41,1 m² i ciśnienie pary 14 kg/cm².
W latach 1926−1927 część parowozów serii OW została przebudowana otrzymując przegrzewacz, lecz zachowując silnik sprzężony. Suwak płaski w cylindrze wysokiego ciśnienia zamieniono na okrągły. Dane kotła były takie, jak parowozów serii OP. Otrzymały one oznaczenie serii OCz (ros. ОЧ) od nazwiska polskiego inżyniera Czeczotta, który jako pierwszy wcześniej opracował teoretycznie w Rosji możliwość kombinacji silnika sprzężonego z przegrzewaczem pary. Parowozy te cechowała wyższa ekonomiczność eksploatacji, lecz bardziej skomplikowana obsługa.

### Modyfikacje międzywojenne
W związku z planami przebudowy w latach 1931−1934 znacznej części lokomotyw OW, wykonano sporą partię cylindrów z okrągłymi suwakami. Z planów tych jednak zrezygnowano, gdyż większość lokomotyw tej serii została w tym czasie zastąpiona przez silniejsze parowozy i przeznaczona do pracy manewrowej, gdzie zastosowanie pary przegrzanej było nieekonomiczne. W 1935 NKPS (Ludowy Komisariat Kolei) nakazał montować cylindry z okrągłymi suwakami podczas remontów parowozów OW połączonych z wymianą prawego cylindra. Otrzymały one oznaczenie OKR (ros. ОКР) − s krugłymi zołotnikami (z okrągłymi suwakami).
NKPS polecił montować na parowozach OW nowe cylindry z okrągłymi suwakami także przy konieczności wymiany lewego cylindra − parowóz po remoncie miał silnik bliźniaczy zamiast sprzężonego (prawy cylinder także był wymieniany lub pozostawał z płaskim suwakiem). Takie parowozy przeznaczone były do pracy manewrowej i otrzymywały oznaczenie OMAN (ros. ОМАН).
W 1923 kilkadziesiąt parowozów serii OW otrzymało nowe kotły, z ciśnieniem zwiększonym do 14 kg/cm². Otrzymały one oznaczenie OU (ros. ОУ), od usilonnyje (wzmocnione).

## Służba
Masowo produkowane parowozy serii O obsługiwały większość ruchu towarowego na głównych rosyjskich liniach od początku XX wieku do lat 20. W miarę zastępowania przez nowsze i mocniejsze lokomotywy, były przesuwane na linie drugorzędne. W latach 1925−1935 większość trafiła do pracy manewrowej, a część do przemysłu. Na 1 stycznia 1940 ludowy komisariat kolei (NKPS) posiadał jeszcze 5125 lokomotyw serii O. Jako ostatnie parowozy te służyły do pracy liniowej na jednej z linii Kolei Zabajkalskiej w 1964.
Zdecydowana większość lokomotyw jeździła na torze rosyjskiej szerokości 1524 mm. Niewielka liczba została wykonana na tory szerokości europejskiej (1435 mm) − 29 lokomotyw serii OD jeździło na Kolei Warszawsko-Wiedeńskiej (oznaczone tam jako seria B (ros. Б), numery 101-129). Lokomotywy te były używane także na szerokotorowych kolejach w zaborze rosyjskim, jak Koleje Nadwiślańskie i Kolej Warszawsko-Petersburska.
Po odzyskaniu przez Polskę niepodległości, zwłaszcza w trakcie wojny polsko-bolszewickiej, spora część lokomotyw serii O dostała się w polskie ręce (część z nich pochodziła z pociągów pancernych). Po przebudowie na europejską szerokość toru służyły one na PKP, jako seria Tp102 (OD) i Tp104 (OW).

### Parowozy pancerne

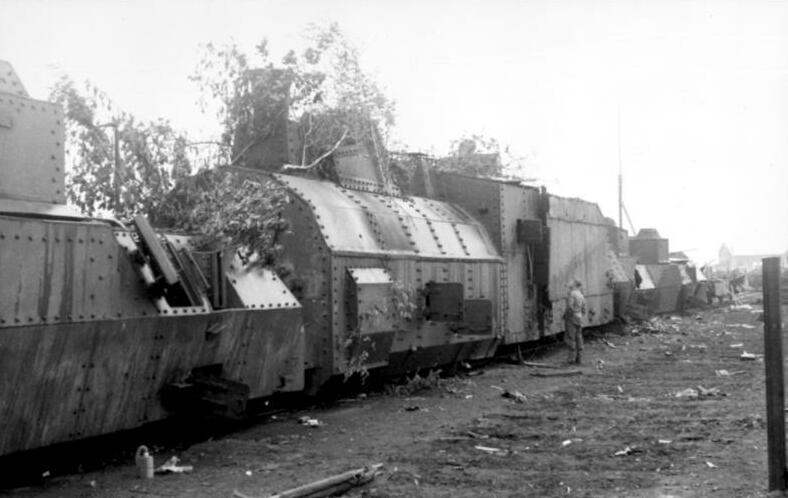
Parowóz typu O w składzie opuszczonego pociągu pancernego nr 2, z opancerzeniem typu OB-3, czerwiec 1942

Parowozy serii O szczególnie często były używane jako lokomotywy rosyjskich i radzieckich pociągów pancernych, począwszy od I wojny światowej i wojny domowej w Rosji, gdzie używane były przez wszystkie strony wojny domowej. Wyposażano je w różne wzory pełnego lub częściowego opancerzenia, chociaż kilka modeli lokomotyw pancernych było typowych, np. budowany przez zakłady Krasnoje Sormowo. W okresie międzywojennym serie OW i OP zostały zaadaptowane do budowy typowych parowozów pancernych PR-35. Parowozy pancerne kilku typów budowano na ich bazie także podczas II wojny światowej
| Miejsce produkcji                    | Produkcja parowozów "normalnego typu 1893 r." (Od) | Produkcja parowozów "normalnego typu 1893 r." (Od) | Produkcja parowozów "normalnego typu 1893 r." (Od) | Produkcja parowozów "normalnego typu 1893 r." (Od) | Produkcja parowozów "normalnego typu 1893 r." (Od) | Produkcja parowozów "normalnego typu 1893 r." (Od) | Produkcja parowozów "normalnego typu 1893 r." (Od) | Produkcja parowozów "normalnego typu 1893 r." (Od) |
| ------------------------------------ | -------------------------------------------------- | -------------------------------------------------- | -------------------------------------------------- | -------------------------------------------------- | -------------------------------------------------- | -------------------------------------------------- | -------------------------------------------------- | -------------------------------------------------- |
| Miejsce produkcji                    | 1893                                               | 1894                                               | 1895                                               | 1896                                               | 1897                                               | 1898                                               | 1899                                               | Łącznie                                            |
| Zakład Kołomieński (typ 50)          | 30                                                 | 60                                                 | 37                                                 | 65                                                 | 89                                                 | 8                                                  | —                                                  | 289                                                |
| Zakład Briański (typy 2, 3, 4, 5, 6) | 34                                                 | 99                                                 | 98                                                 | 132                                                | 21                                                 | —                                                  | —                                                  | 384                                                |
| Zakład Wotkiński                     | —                                                  | —                                                  | 5                                                  | 12                                                 | 14                                                 | 18                                                 | 16                                                 | 65                                                 |
| Zakład Newski (Petersburg)           | 16                                                 | 48                                                 | 58                                                 | 51                                                 | 56                                                 | —                                                  | —                                                  | 229                                                |
| Zakład Putiłowski (Petersburg)       | —                                                  | 28                                                 | 76                                                 | 111                                                | 28                                                 | —                                                  | —                                                  | 243                                                |
| Sigl (WNL) (Austria)                 | —                                                  | —                                                  | 10                                                 | —                                                  | —                                                  | —                                                  | —                                                  | 10                                                 |
| Towarzystwo Austriackie              | —                                                  | —                                                  | 20                                                 | —                                                  | —                                                  | —                                                  | —                                                  | 20                                                 |
| Henschel (Niemcy)                    | —                                                  | 10                                                 | —                                                  | —                                                  | —                                                  | —                                                  | —                                                  | 10                                                 |
| Schwarzkopf (Niemcy)                 | —                                                  | —                                                  | 103                                                | 20                                                 | —                                                  | —                                                  | —                                                  | 123                                                |
| Łącznie                              | 80                                                 | 245                                                | 407                                                | 391                                                | 208                                                | 26                                                 | 16                                                 | 1373                                               |

| Miejsce produkcji               | Produkcja parowozów "normalnego typu 1897 r." (OD) | Produkcja parowozów "normalnego typu 1897 r." (OD) | Produkcja parowozów "normalnego typu 1897 r." (OD) | Produkcja parowozów "normalnego typu 1897 r." (OD) | Produkcja parowozów "normalnego typu 1897 r." (OD) | Produkcja parowozów "normalnego typu 1897 r." (OD) | Produkcja parowozów "normalnego typu 1897 r." (OD) | Produkcja parowozów "normalnego typu 1897 r." (OD) |
| ------------------------------- | -------------------------------------------------- | -------------------------------------------------- | -------------------------------------------------- | -------------------------------------------------- | -------------------------------------------------- | -------------------------------------------------- | -------------------------------------------------- | -------------------------------------------------- |
| Miejsce produkcji               | 1897                                               | 1898                                               | 1899                                               | 1900                                               | 1901                                               | 1902                                               | 1903                                               | Łącznie                                            |
| Zakład Kołomieński              | 6                                                  | 56                                                 | 72                                                 | 61                                                 | 93                                                 | 30                                                 | —                                                  | 318                                                |
| Zakład Briański (typy 8, 9, 19) | 104                                                | 145                                                | 96                                                 | 105                                                | 44                                                 | 20                                                 | —                                                  | 514                                                |
| Zakład Wotkiński                | —                                                  | —                                                  | 8                                                  | 56                                                 | 11                                                 | 6                                                  | 19                                                 | 100                                                |
| Zakład Ługański                 | —                                                  | —                                                  | —                                                  | 69                                                 | 135                                                | 28                                                 | —                                                  | 232                                                |
| Zakład Newski                   | 42                                                 | 97                                                 | 20                                                 | 52                                                 | 95                                                 | 90                                                 | —                                                  | 396                                                |
| Zakład Putiłowski               | 122                                                | 92                                                 | 46                                                 | 59                                                 | 156                                                | —                                                  | —                                                  | 475                                                |
| Zakład Sormowski                | —                                                  | 28                                                 | 156                                                | 76                                                 | 94                                                 | 50                                                 | —                                                  | 404                                                |
| ChPZ (Charków)                  | 20                                                 | 112                                                | 191                                                | 169                                                | 150                                                | 71                                                 | 20                                                 | 733                                                |
| Łącznie                         | 294                                                | 530                                                | 589                                                | 647                                                | 778                                                | 295                                                | 39                                                 | 3172                                               |

| Miejsce produkcji                                                                           | Produkcja parowozów serii OW do 1907 r. | Produkcja parowozów serii OW do 1907 r. | Produkcja parowozów serii OW do 1907 r. | Produkcja parowozów serii OW do 1907 r. | Produkcja parowozów serii OW do 1907 r. | Produkcja parowozów serii OW do 1907 r. | Produkcja parowozów serii OW do 1907 r. | Produkcja parowozów serii OW do 1907 r. | Produkcja parowozów serii OW do 1907 r. | Produkcja parowozów serii OW do 1907 r. | łącznie |
| Miejsce produkcji                                                                           | "normalnego typu 1901"                  | "normalnego typu 1901"                  | "normalnego typu 1901"                  | "normalnego typu 1901"                  | "normalnego typu 1901"                  | "normalnego typu 1901"                  | "normalnego typu 1904"                  | "normalnego typu 1904"                  | "normalnego typu 1904"                  | "normalnego typu 1904"                  | łącznie |
| ------------------------------------------------------------------------------------------- | --------------------------------------- | --------------------------------------- | --------------------------------------- | --------------------------------------- | --------------------------------------- | --------------------------------------- | --------------------------------------- | --------------------------------------- | --------------------------------------- | --------------------------------------- | ------- |
| Miejsce produkcji                                                                           | 1901                                    | 1902                                    | 1903                                    | 1904                                    | 1905                                    | Łącznie                                 | 1905                                    | 1906                                    | 1907                                    | Łącznie                                 | łącznie |
| Zakład Kołomieński (typy 88 / 89)                                                           | —                                       | 38                                      | 12                                      | 134                                     | 68                                      | 252                                     | 105                                     | 20                                      | 49                                      | 174                                     | 426     |
| w tym seria OK                                                                              | —                                       | (11)                                    | (12)                                    | (32)                                    | (68)                                    | (123)                                   | (105)                                   | —                                       | (37)                                    | (142)                                   | (265)   |
| Zakład Briański (typy 23, 24, 25, 27, 30, 31, 32)                                           | —                                       | 9                                       | 101                                     | 134                                     | 109                                     | 353                                     | 95                                      | 196                                     | 25                                      | 316                                     | 669     |
| Zakład Wotkiński                                                                            | —                                       | —                                       | 12                                      | 29                                      | —                                       | 41                                      | 35*                                     | 35                                      | 35                                      | 105                                     | 146     |
| Zakład Ługański (Ługańsk)                                                                   | —                                       | 57                                      | 63                                      | 146                                     | 69                                      | 335                                     | 179                                     | 184                                     | 35                                      | 398                                     | 733     |
| Zakład Newski                                                                               | —                                       | 73                                      | 115                                     | 118                                     | 68                                      | 374                                     | 111                                     | 107                                     | 43                                      | 261                                     | 635     |
| Zakład Putiłowski                                                                           | 59                                      | 14                                      | 70                                      | 61                                      | —                                       | 204                                     | —                                       | 91                                      | 36                                      | 127                                     | 331     |
| Zakład Sormowski                                                                            | —                                       | 96                                      | 68                                      | 186                                     | 68                                      | 418                                     | 199                                     | 41                                      | 40                                      | 280                                     | 698     |
| ChPZ (Charków)                                                                              | —                                       | —                                       | 108                                     | 105                                     | 58                                      | 271                                     | 83                                      | 134                                     | 52                                      | 269                                     | 540     |
| Łącznie                                                                                     | 59                                      | 287                                     | 549                                     | 913                                     | 440                                     | 2248                                    | 807                                     | 808                                     | 315                                     | 1930                                    | 4178    |
| * przejście z "typu 1901 r." na "typ 1904 r." w Zakładzie Wotkińskim dokładnie nie ustalone |                                         |                                         |                                         |                                         |                                         |                                         |                                         |                                         |                                         |                                         |         |